# Einar Carlsson (historiker)
Carl Einar Theodor Carlsson, född 30 september 1892 i Burseryds socken, död 5 oktober 1982 i Uppsala, var en svensk historiker.
Einar Carlsson var son till kyrkoherden i Burseryd Carl Oscar Carlsson och bror till Gottfrid Carlsson. Han inskrevs 1912 vid Uppsala universitet, blev 1916 filosofie kandidat, 1920 filosofie licentiat och 1926 filosofie doktor där. Carlsson tjänstgjorde som lärare vid Uppsala enskilda läroverk och var från 1933 docent i historia vid Uppsala universitet. Hans doktorsavhandling behandlade Den ryska giftermålsfrågan under Gustaf IV Adolfs minderårighet och första regeringstid. Han författade även Freden i Nystad (1932), ett ämne han vidareutvecklade i en artikel i Historisk tidskrift 1936, Sveriges utrikespolitiska läge 1720-1721. Carlsson behandlade även medeltida ämnen som Kungavalet år 1319 (Historisk tidskrift 1937) och Erikskultens uppkomst (Saga och sed 1938). Andra avhandlingar var Karl XII och kapitulationen vid Perevolotjna (Karolinska förbundets årsbok 1940), 1812 års politik (Nordisk tidskrift 1941) och Translacio archiepiscoporum - överflyttning av ärkesäte, biskopskyrka och eriksreliker från Upsala till östra Aros (Uppsala universitets årsskrift 1942).